# RISTOME-Tastaturbelegung

Die RISTOME-Tastaturbelegung

Bei der RISTOME-Tastaturbelegung handelt es sich um eine spezielle Anordnung der Buchstaben auf Computertastaturen. Sie wurde von drei Schülern bei Jugend forscht 2005 vorgestellt und gewann den Bundessieg in der Kategorie „Arbeitswelt“. Der Name „RISTOME“ geht zurück auf die Namen der Entwickler dieses Layouts: Rieger, Stoye und Menzel.
Die RISTOME-Tastaturbelegung möchte die aus Zeiten der mechanischen Schreibmaschine herrührende QWERTZ-Tastaturbelegung ablösen, um die Schreibgeschwindigkeit zu erhöhen, und steht damit in einer Reihe mit dem bereits in den 1930er Jahren entwickelten Dvorak-Tastaturbelegung und der 2004 veröffentlichten Neo-Tastaturbelegung.
Anders als die Neo-Tastaturbelegung unterlag die RISTOME-Tastaturbelegung bis August 2015 einem Gebrauchsmusterschutz. Die Entwickler haben dennoch Treiber für diverse Betriebssysteme zum kostenlosen Download bereitgestellt. Bisher (Stand Februar 2016) hat die Belegung keine nennenswerte Verbreitung erfahren.